# Гуарамиды
Гуарамиды, или Гуарамиани (груз.: გუარამიანი) — младшая ветвь грузинской династии Хосроидов, которая вела происхождение от внука Вахтанга Горгасала — Гуарама I, который первым из грузинских правителей получил в 588 году византийский титул куропалата.
Вотчиной Гурамидов считалось княжество Кларджети-Джавахети, однако в 588—627, 684—748 и 780—786 гг. глава семейства также носил титул картлийского эрисмтавара.
Благодаря брачным союзам Гуарамиани состояли в родстве со своими основными соперниками за главенство в Грузии — Хосровиани, Нерсиани и Багратиони.
От брака Васака Багратуни с дочерью куропалата Гуарама III происходят грузинские цари династии Багратиони.
Грузинский летописец X века Сумбат Давитис-дзе в своей «Истории Багратидов» ошибочно (или намеренно) определил Гуарамидов как род Багратидов, которые якобы пришли из Святой Земли, чтобы поселиться на грузинских землях; эта версия позволила грузинским Багратидам заявить о своем происхождении от библейского царя Давида-псалмопевца.

## ПравителиКартлийского эрисматаварстваиз династии Гуарамидов

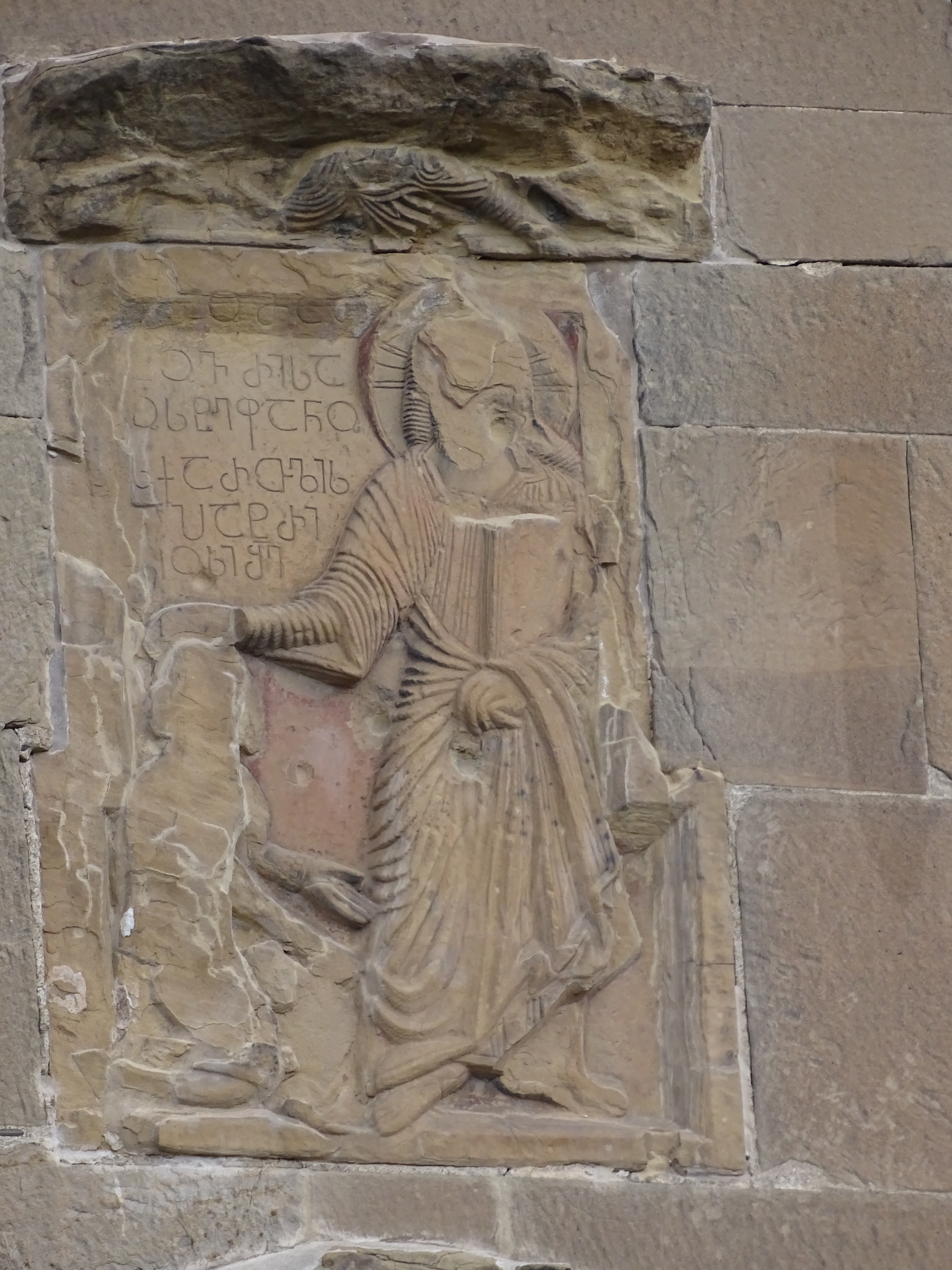
Стефаноз I Великий из династии Гуарамиани, рельеф в Джвари

- Гуарам I (588—590)
- Стефаноз I (ок. 590 — 627)
- Гуарам II (684—693)
- Гуарам III (ок. 693 — ок. 748)
- Гуарам IV (748)
- Стефан III (779/780 — 786)